# Międzynarodowa Organizacja Pracy
Międzynarodowa Organizacja Pracy (ang. International Labour Organization – ILO, fr. Organisation internationale du travail – OIT, hiszp. Organización Internacional del Trabajo – OIT, ros. Международная организация труда trb. Mieżdunarodnaja organizacyja truda trl. Meždunarodnaâ organizaciâ truda – МОТ) – agencja afiliowana ONZ zajmująca się problemami pracowniczymi, a szczególnie ograniczaniem pracy dzieci, ochroną praw pracowników, polepszaniem warunków do pracy i życia, tworzeniem miejsc pracy i szkoleń oraz opracowywaniem międzynarodowych standardów pracy. MOP rozpatruje skargi na podmioty, które naruszają międzynarodowe prawa pracownicze, jednak nie może nakładać sankcji na rządy za nieprzestrzeganie prawa.
Została utworzona 28 czerwca 1919 roku na paryskiej konferencji pokojowej jako autonomiczna organizacja stowarzyszona z Ligą Narodów. Po II wojnie światowej stała się organizacją afiliowaną przy ONZ. Jej siedziba znajduje się w Genewie. W 1969 roku otrzymała Pokojową Nagrodę Nobla.
Do Międzynarodowej Organizacji Pracy należy 187 państw; 186 ze 193 państw członkowskich ONZ i Wyspy Cooka.

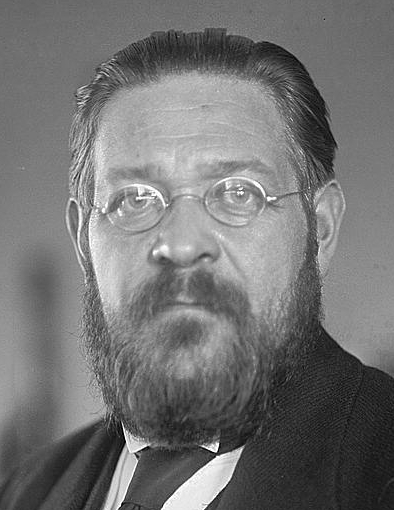
Albert Thomas – pierwszy dyrektor Międzynarodowej Organizacji Pracy przy Lidze Narodów w latach 1920–1932

## Ogólne informacje
Organizacja organizuje Międzynarodową Konferencję Pracy w Genewie co roku, w czerwcu. Konferencja ta podejmuje decyzje dotyczące polityki, programu i budżetu MOP.
Każdy kraj członkowski reprezentowany jest na Konferencji przez czterech delegatów: dwóch z ramienia rządu, jednego przedstawiciela pracodawców i jednego przedstawiciela pracowników. Wszystkie głosy są równe, niezależnie od wielkości i ludności państwa. Każdy delegat ma prawo głosować indywidualnie we wszystkich sprawach, nad którymi obraduje Konferencja.
Reprezentanci pracowników i pracodawców zazwyczaj są wybierani przez organizacje ogólnonarodowe.
Każdy delegat może mieć dwóch doradców technicznych do każdej poszczególnej sprawy, objętej porządkiem dziennym posiedzenia, mających głos doradczy. Pełnomocnictwa delegatów i ich doradców są sprawdzane przez Konferencję, która może większością 2/3 głosów delegatów obecnych odmówić przyjęcia delegata lub doradcy, którego wyznaczenie uzna za sprzeczne z przepisanymi warunkami (art. 3 Konstytucji MOP). Brak delegata nierządowego lub zakwestionowanie jego pełnomocnictw skutkuje pozbawieniem głosu decydującego jednego z delegatów rządowych, zachowuje on głos doradczy (art. 4).
MOP, której siedzibą jest Genewa, ma unikalną, trójstronną strukturę. W jej głównych organach: Międzynarodowej Konferencji Pracy i Radzie Administracyjnej, obok przedstawicieli rządów zasiadają reprezentanci pracodawców i pracowników. Funkcję sekretariatu Organizacji pełni Międzynarodowe Biuro Pracy (MBP), na czele którego stoi dyrektor generalny. W październiku 2022 urząd dyrektora generalnego objął Gilbert Houngbo.
MOP koncentruje swoją działalność na ustanawianiu standardów pracy w formie konwencji i zaleceń. Dostarcza też na dużą skalę pomoc techniczną w różnych dziedzinach. Szeroka gama programów technicznych realizowana jest w 140 krajach. Programy te skupione są na wspieraniu realizacji 4 celów strategicznych MOP tj.:
- promocji Fundamentalnych Zasad i Praw w Pracy,
- zwiększaniu szans na zatrudnienie,
- zwiększaniu efektywności zabezpieczenia społecznego,
- wzmocnienia dialogu społecznego.

MOP pomaga rządom oraz organizacjom pracowników i pracodawców ustanawiać poprawne relacje pracownicze oraz reformować prawo pracy tak, by mogło sprostać zmianom gospodarczym i potrzebom społecznym.

Aktywność MOP w wielu przypadkach wychodzi poza granice statutowe i dotyczy problemów globalnych. W lutym 2002 roku utworzono Światową Komisję do spraw Społecznego Wymiaru Globalizacji, która jest organem niezależnym złożonym z 26 ekspertów z różnych dziedzin (politycy, ekonomiści, przedstawiciele biznesu, pracodawców i pracowników). Celem Komisji jest określenie kierunku, w jakim zmierzają procesy globalizacji, ich wpływu na życie i pracę ludzi na całym świecie, i wypracowanie konkretnych środków politycznych, które pozwolą na oswojenie globalizacji i umożliwią nadanie jej bardziej ludzkiego kształtu.
MOP posiada Centrum Szkoleniowe w Turynie.
Kraje powinny dążyć do tego, aby wzajemnie respektować szkolenia instytucji i ośrodków szkoleniowych BHP.

## Historia

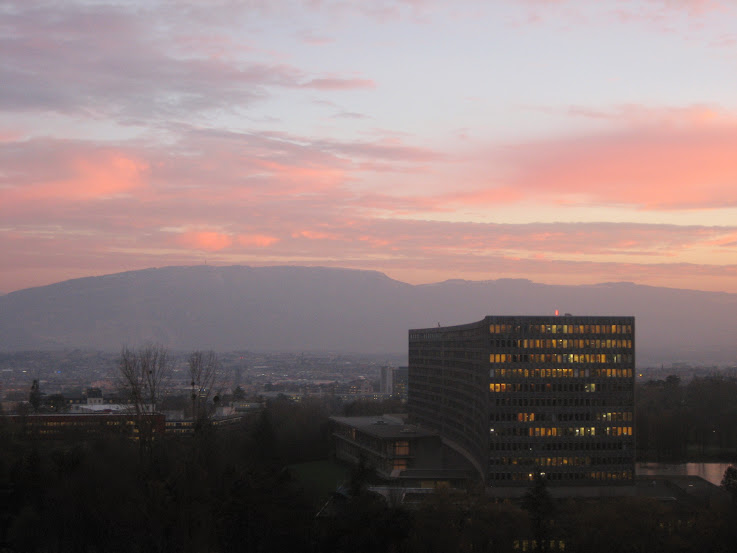
Siedziba Międzynarodowej Organizacji Pracy w Genewie

Pod koniec I wojny światowej na wniosek związków zawodowych w kilku krajach, Konferencja Pokojowa ustanowiła w 1919 roku Komisję Pracy. Wśród jej 15 członków byli związkowi przywódcy, tacy jak Amerykanin Samuel Gompers, który został przewodniczącym oraz Léon Jouhaux z Francji, późniejszy laureat Pokojowej Nagrody Nobla. W Komisji byli również liderzy Międzynarodowego Stowarzyszenia Ustawodawstwa Pracy tacy jak Arthur Fontaine z Francji, który został pierwszym przewodniczącym Rady Administracyjnej Międzynarodowej Organizacji Pracy, Ernest Mahaim z Belgii, następca Fontaine’a na tym samym stanowisku; przywódca socjalistyczny Emile Vandervelde, również z Belgii i Harold Butler z Brytanii, późniejszy dyrektor generalny MOP. Po dziesięciu tygodniach pracy Komisja Pracy przyjęła dokument opracowany na podstawie brytyjskiego projektu, który 11 kwietnia 1919 roku stał się XIII rozdziałem traktatu wersalskiego i odpowiednio pozostałych układów pokojowych. Z poprawkami pozostaje on do dziś dokumentem według którego pracuje MOP.
Wśród członków założycieli MOP znalazły się następujące kraje: Belgia, Kuba, Czechosłowacja, Francja, Japonia, Stany Zjednoczone, Wielka Brytania oraz Polska.
W swojej preambule Konstytucja MOP stwierdza, że „pokój powszechny i trwały może być zbudowany jedynie na zasadach sprawiedliwości społecznej”. W roku 1944 w Filadelfii Międzynarodowa Konferencja Pracy przyjęła deklarację, stanowiącą obecnie aneks do Konstytucji, która zawiera znacznie dalej idące stwierdzenie. Ogłasza ona, że wszyscy ludzie mają prawo „dążyć do postępu materialnego i rozwoju umysłowego w warunkach wolności i godności, bezpieczeństwa gospodarczego i z równymi szansami”. Zaś dalej mówi, że „ubóstwo, gdziekolwiek istnieje, stanowi niebezpieczeństwo dla dobrobytu wszystkich”.

### Lata początkowe
Pierwsza Międzynarodowa Konferencja Pracy odbyła się w Waszyngtonie w październiku 1919 roku. Wybrany został wówczas pierwszy dyrektor nowego Międzynarodowego Biura Pracy, Albert Thomas z Francji. Historyk o głębokich zainteresowaniach problemami społecznymi, poprzednio polityk, ambasador i minister z czasu wojny, przewodził MOP podczas lat jej kształtowania się.
Pomiędzy dwiema wojnami światowymi MOP była autonomiczną częścią Ligi Narodów. Konstytucję jej stanowiła część XIII traktatu wersalskiego Najbardziej pilnymi problemami owego czasu, których dotyczyły pierwsze decyzje MOP, były: ośmiogodzinny dzień pracy, walka przeciwko bezrobociu, ochrona macierzyństwa oraz warunki pracy kobiet i młodzieży.
Podczas II wojny światowej MOP przeniosła czasowo swoją siedzibę do Montrealu w Kanadzie. Międzynarodowa Konferencja Pracy, która odbyła się w Filadelfii w 1944 roku po pięcioletniej przerwie, ponownie zdefiniowała cele i zadania Organizacji, przyjmując deklarację filadelfijską, i pomogła przygotować MOP do czekających ją po wojnie problemów.

### Rozwój powojenny
W 1946 roku Organizacja stała się pierwszą wyspecjalizowaną agencją związaną z Narodami Zjednoczonymi. Od tego właśnie czasu wyrósł system ścisłego współdziałania międzynarodowych organizacji, które usiłują pokonać poważne nierówności i brak równowagi pomiędzy różnymi regionami świata. W zakresie polityki społecznej MOP odgrywa aktywną rolę w jednej z najbardziej imponujących zmian począwszy od II wojny światowej: w rozwoju na wielką skalę międzynarodowej współpracy technicznej. Ciągle pojawiają się nowe problemy jako rezultat technologicznych, gospodarczych i społecznych zmian. Podczas gdy poprawa warunków życia i pracy oraz promocja pełnego zatrudnienia pozostają nadal głównymi celami MOP, musi ona stawiać czoła również takim problemom jak migrujący pracownicy, przedsiębiorstwa wielonarodowe, środowisko pracy i konsekwencje gospodarczej restrukturyzacji.
MOP pozostaje organizacją ustanawiającą standardy, ale dzisiaj kładzie się nacisk na programy operacyjne i pracę edukacyjną w najszerszym znaczeniu tego słowa. Doprowadziło to do utworzenia Międzynarodowego Instytutu Badań nad Pracą (w Genewie) w 1960 roku, oraz Międzynarodowego Centrum Szkoleniowego MOP w Turynie w 1965 roku, a także Światowego Programu na Rzecz Zatrudnienia. Programy operacyjne przyczyniły się ponadto w poważnym stopniu do decentralizacji funkcji genewskiej siedziby Biura między różnymi regionami świata.
Na początku 2014 do MOP należało 185 państw członkowskich, w porównaniu do 42 w 1919 roku i 58 w 1948 roku. Jej budżet wzrósł z 4,5 miliona dolarów w 1948 r. do 434,04 miliona dolarów w latach 2004–2005.

## Struktura
Międzynarodowa Organizacja Pracy składa się ze zbierającego się co roku zgromadzenia ogólnego – Międzynarodowej Konferencji Pracy; rady wykonawczej – Rady Administracyjnej; oraz stałego sekretariatu – Międzynarodowego Biura Pracy. Organizacja działa również poprzez pomocnicze zgromadzenia takie jak regionalne konferencje, komitety przemysłowe i spotkania ekspertów.
Międzynarodowa Konferencja Pracy wybiera Radę Administracyjną; przyjmuje budżet MOP, finansowany ze składek krajów członkowskich; ustanawia międzynarodowe standardy pracy; stanowi światowe forum do dyskusji problemów społecznych i problemów pracy. Każda delegacja krajowa składa się z dwóch delegatów rządowych, jednego delegata przedsiębiorców i jednego delegata pracowników, którym towarzyszą, jeśli jest to niezbędne, techniczni doradcy. Delegaci przedsiębiorców i pracowników są niezależni; mogą oni i często to czynią, nie zgadzać się ze swoimi rządami i między sobą.
Rada Administracyjna zwykle odbywa trzy sesje w ciągu roku w Genewie, aby rozstrzygać problemy polityki i programów Organizacji. Aktualnie składa się ona z 28 członków rządowych, 14 przedsiębiorców oraz 14 pracowników. Dziesięć krajów odgrywających największą rolę w przemyśle mają stałych reprezentantów rządowych, a pozostali są wybierani co trzy lata przez Konferencję.
Międzynarodowe Biuro Pracy kierowane jest przez dyrektora generalnego wybieranego przez Radę Administracyjną. Personel biura pochodzi z około 110 narodów. Liczba urzędników wzrosła z 500 w 1948 roku do ponad 1900 w roku 1992 plus około 600 ekspertów obsługujących programy technicznej współpracy na całym świecie. Oprócz działalności operacyjnej biuro zaangażowane jest do badań i publikowania w bardzo szerokim zakresie tematów społecznych i dotyczących pracy.

## Międzynarodowe standardy pracy
Podstawowym zadaniem MOP była poprawa warunków życia i pracy poprzez ustanowienie wszechstronnego kodeksu prawa i praktyki. Założyciele organizacji uznali, że standardy uchwalone wspólnym wysiłkiem rządów, pracodawców i pracowników będą realistyczne, trwałe i szeroko stosowane.
Tak rozumianą funkcję stanowienia standardów MOP spełnia nadal. Liczba międzynarodowych instrumentów pracy konwencji i zaleceń (ang. recomendations) przyjętych przez Międzynarodową Konferencję Pracy począwszy od 1919 roku osiągnęła 382 w roku 2006 (187 konwencji i 195 zalecenia). Zarejestrowano 7253 ratyfikacje konwencji (do końca roku 2005).
Do wejścia w życie konwencji potrzeba przynajmniej dwu ratyfikacji. Następuje to po upływie roku od daty zarejestrowania przez Dyrektora Generalnego ratyfikacji zgłoszonej przez dwa państwa – strony. Kolejne ratyfikacje obowiązują po upływie roku od danej rejestracji. Ratyfikowana konwencja obowiązuje tylko państwa które dokonały rejestracji. Wypowiedzenie jest możliwe po upływie każdych 10 lat od daty początkowego wejścia w życie danej konwencji, a jest skuteczne po roku od daty zarejestrowania go. O wszystkich ratyfikacjach i wypowiedzeniach Dyrektor Generalny powiadamia Sekretarza Generalnego ONZ zgodnie z art. 20 Konstytucji i art. 102 Karty NZ. Językami autentycznymi są angielski i francuski, depozytariuszem jest Dyrektor Generalny. Rada Administracyjna składa na Konferencji Ogólnej w czasie, który uzna za właściwy, sprawozdanie o stosowaniu danej konwencji i bada, czy należy wpisać na porządek dzienny Konferencji sprawę całkowitej lub częściowej jej rewizji.
Każda konwencja jest instrumentem prawnym regulującym pewne aspekty administracji pracy, dobrobytu społecznego, BHP lub praw człowieka. Ich ratyfikacja powoduje podwójne zobowiązanie państwa członkowskiego: jest to zarówno formalna zgoda na stosowanie ustaleń konwencji, jak i wykazanie chęci akceptacji międzynarodowych środków nadzoru. Wedle art. 22 Konstytucji MOP każdy z członków Organizacji zobowiązuje się przedkładać Międzynarodowemu Biuru Pracy roczne sprawozdanie w sprawie środków, jakie przedsięwziął w celu wykonania konwencji, do których przystąpił. Art. 26 dozwala każdemu z członków zgłosić skargę do Międzynarodowego Biura przeciw innemu członkowi, który, jego zdaniem, nie zapewnia w sposób dostateczny wykonania konwencji przez obu ratyfikowanej.
Niespotykaną gdzie indziej cechą konwencji MOP jest to, że treść każdej konwencji powstaje w zgodnej współpracy rządów, przedsiębiorców i pracowników. Brak zgody którejś ze stron praktycznie wyklucza powstanie konwencji. Zalecenie jest podobne do konwencji wyjąwszy to, że nie podlega ratyfikacji, oraz określa bardziej szczegółowe dyrektywy. Zarówno konwencje jak zalecenia definiują standardy, określają i stymulują model dla prawodawstwa i praktyki w państwach członkowskich.
Konwencje MOP obejmują szeroki obszar problemów społecznych, włączając w to problemy podstawowych praw człowieka (takich jak wolność stowarzyszeń, zniesienie pracy przymusowej i likwidacja dyskryminacji przy zatrudnieniu), minimalnej płacy, administracji pracy, stosunków pracy, polityki zatrudnienia, warunków pracy, zabezpieczenia socjalnego, bhp oraz zatrudnienia na morzu. Szereg porozumień dotyczy pracujących kobiet.
Chociaż MOP nie może dyktować działań państwom członkowskim, może ona czujnie obserwować, jak rządy wywiązują się ze zobowiązań wynikających z ratyfikowanych Konwencji, i czyni to. Dwa organy są odpowiedzialne za taki nadzór. Pierwszy to niezależny Komitet Ekspertów ds. Stosowania Konwencji i Zaleceń, składający się ze znakomitych prawników, którego zadaniem jest formułowanie swoich uwag na całkowicie niezależnej podstawie. Bardziej ogólny przegląd dokonywany jest w czasie Międzynarodowej Konferencji Pracy przez drugi organ – trójstronny Komitet Stosowania Konwencji i Zaleceń, który obraduje jawnie i dyskutuje, na podstawie sprawozdania Komitetu Ekspertów, sprawy uznane przezeń za najważniejsze. Począwszy od 1964 roku zanotowano blisko 2000 zmian, które doprowadziły prawo i praktykę krajową do stanu zgodności z postanowieniami ratyfikowanych Konwencji, w odpowiedzi na uwagi wniesione przez organ nadzoru MOP. Organizacja zwiększyła także swoją działalność na rzecz pomocy państwom członkowskim w tej dziedzinie, szczególnie poprzez swoich regionalnych do radców ds. międzynarodowych standardów pracy, przez zwiększenie częstotliwości uciekania się do procedury bezpośrednich kontaktów z rządami, przez organizowanie seminariów i kursów szkoleniowych oraz przez rozpowszechnianie informacji dotyczących standardów i zasad MOP.
Szczególną uwagę zwraca się na wolność związkową. W porozumieniu z Radą Gospodarczą i Społeczną Narodów Zjednoczonych, został ustanowiony specjalny mechanizm, w celu badania skarg w tej dziedzinie. Jej głównym składnikiem jest Komitet Wolności Związkowych Rady Administracyjnej, który zbadał ponad 2300 spraw od momentu utworzenia go w, 1951 roku. Ten dziewięcioosobowy trójstronny Komitet został powołany do rozpatrywania skarg, których liczba w ostatnich latach stale wzrasta; około 80 spraw pojawia się obecnie w porządku obrad każdej z trzech sesji, które Komitet odbywa każdego roku. Jeśli zjawisko to odzwierciedla szerszą, i pożądaną, znajomość procedur MOP, winno ono być uznane jako świadectwo niewątpliwego pogorszenia się sytuacji przestrzegania praw człowieka w świecie. W świetle tego, MOP proponuje rozwijać swoje prace badawcze i informacyjne w tym zakresie, kontynuując zapewnienie efektywnego działania własnego systemu kontrolnego i badania skarg.
Konwencje i Zalecenia nazywane są Międzynarodowym Kodeksem Pracy. Standardy wprowadzone do Kodeksu przekraczają znaczenie poszczególnych tematów, do których się odnoszą. Wprowadzają one zastosowanie znacznej liczby zasad wyrażonych w Powszechnej Deklaracji Praw Człowieka oraz Paktach Praw Człowieka Narodów Zjednoczonych przez włączenie ich do porozumień o światowym zasięgu. Stanowią one również wspólny zasób zgromadzonego doświadczenia, który jest udostępniony krajom na każdym etapie rozwoju. Kodeks ma również znaczny wpływ na rozwój prawodawstwa socjalnego na całym świecie.

## Współpraca techniczna
Biorąc pod uwagę uniwersalny charakter przyjętych na początku celów – biorąc również pod uwagę specyficzne zobowiązanie na podstawie własnej konstytucji, aby w pełni uczestniczyć w walce z niedostatkiem – MOP przyłączył się wraz z innymi organizacjami Narodów Zjednoczonych do działań na rzecz poprawy gospodarki światowej i społecznego dobrobytu. Jeszcze przed II wojną światową MOP często wysyłał doradcze misje by pomagać rządom w specyficznych problemach pracy i społecznych. W czasie wojny MOP wysyłał misje do Ameryki Łacińskiej, głównie w zakresie zabezpieczenia społecznego i wkrótce po tym zdecydował się podjąć operacyjną, techniczną współpracę w sposób ciągły.
Po II wojnie światowej program technicznej współpracy MOP rozszerzył się gwałtownie w ścisłej współpracy z organizacjami Narodów Zjednoczonych szczególnie z Programem Rozwoju Narodów Zjednoczonych (UNDP) i w mniejszym zakresie z Funduszem Narodów Zjednoczonych ds. Ludnościowych (UNFPA). Udział UNDP w całkowitych wydatkach na techniczną współpracę osiągnął 75,8 miliona dolarów z całego budżetu w 1992 roku wynoszącego 163,5 miliona dolarów. Drugim ważnym źródłem finansowania jest wielo-, dwustronna pomoc, z której realizowane przez MOP projekty są zasilane bezpośrednio przez krajowe agencje rozwoju krajów donatorów, i porozumienia z funduszami powierniczymi z krajów odbiorców pomocy; wydatki na projekty tego typu osiągnęły w roku 1992 blisko 65 miliona dolarów. Inne źródła zasilania programów współpracy technicznej MOP obejmują własny regularny budżet MOP dla technicznej współpracy, Bank Światowy (IBRD) oraz banki rozwoju regionalnego, które obecnie włączają zwyczajowo komponenty współpracy technicznej do udzielanych pożyczek.
W skali wydatków główna część współpracy technicznej kierowana jest do Afryki, następnie do Azji, na obszar Pacyfiku, do obu Ameryk i na Bliski Wschód, a w mniejszym stopniu do Europy. Międzyregionalne projekty odgrywają ważną i wciąż rosnącą rolę w całym programie, tak więc techniczna współpraca pomiędzy krajami rozwijającymi się (TCDC) przyjmuje postać środków wymiany wiedzy technicznej, informacji i doświadczenia pomiędzy krajami Trzeciego Świata.
Zgodnie z zaleceniami Uchwały dotyczącej Programów Technicznej Współpracy MOP przyjętej przez Międzynarodową Konferencję Pracy w 1979 roku, działalność operacyjna MOP uwzględnia obecnie w większym stopniu trójstronne uczestnictwo, włączając coraz bardziej nie tylko agendy rządowe, ale również i organizacje pracowników oraz pracodawców, w proces przygotowania i wdrożenia projektów. Projekty sektorowe są uzupełniane przez zdecentralizowany system, który składa się z rozrzuconej po świecie sieci regionalnych, obszarowych i krajowych biur, zespołów regionalnych doradców zdolnych udzielić krajom krótkoterminowej porady i pomocy oraz ukierunkować je w celu sformułowania i zarządzania projektami oraz przez regionalne centra lub podobne środki działania w takich dziedzinach jak zatrudnienie, szkolenie i administracja pracy, których główną rolą jest pomagać krajom szkolić własnych specjalistów.
Techniczna współpraca jest skoncentrowana na następujących głównych zagadnieniach:
- zatrudnienie i rozwój;
- określenie krajowej polityki i strategii;
- planowanie siły roboczej;
- specjalne roboty publiczne wymagające intensywnej pracy;
- złagodzenie nędzy na wsi;
- wybór technologii;
- rozwój drobnej wytwórczości;
- pomoc w formułowaniu polityki i systemów szkoleniowych;
- zarządzanie szkoleniami;
- zawodowe szkolenie przemysłowe, rolnicze i handlowe oraz rozwój metodyki nauczania oraz materiały. Poświęca się specjalną uwagę na rehabilitację zawodową niepełnosprawnych oraz szkolenie kobiet i młodzieży pozaszkolnej;
- działalność sektorowa, obejmująca w szczególności rozwój spółdzielczości pracy i szkolenie dla przemysłu hotelowego i turystycznego;
- warunki pracy i środowisko pracy;
- bhp;
- warunki pracy i życia;
- stosunki pracy (włączając administrację pracy);
- bezpieczeństwo socjalne;
- nauczanie pracowników i pomoc organizacjom pracodawców.
- uznawanie szkoleń BHP i z zakresu usuwania azbestu oraz mas plastycznych
- pomoc pracownikom zatrudnionym w krajach UE, Wolnej Strefie Ekonomicznej i w obszarze MOP

Rosnąca liczba projektów dotyczy złożonych problemów stawianych przez rozwój i wymaga wielodyscyplinarnego podejścia. Dotyczy to projektów, w nieformalnym sektorze rolniczym i miejskim lub pomocy mniejszościom.

## Studia, badania, nowe tematy
Intencją badań MOP jest rzucenie nowego światła na problemy pracy, sugerowanie sposobów ich rozwiązywania, a także wskazywania środków przy pomocy których rozwiązania te mogą być wprowadzone w życie. Tego rodzaju badanie jest podejmowane przy przygotowywaniu raportów dla Międzynarodowej Konferencji Pracy oraz dla innych organów. Wiele projektów studyjnych i badawczych odnosi się do działalności w terenie, tak jak to się ma ze Światowym Programem Zatrudnienia, który stanowi główny wkład MOP w Dekadę Rozwoju Narodów Zjednoczonych. Misje strategii zatrudnienia wysyłane przez MOP do niektórych krajów członkowskich, doprowadziły do opublikowania raportów o polityce zatrudnienia, które wzbudzają zainteresowanie zarówno specjalistów ds. rozwoju, jak i rządów krajów, których one dotyczą.
W obliczu groźnych problemów bezrobocia i niepełnego zatrudnienia, MOP uruchomił w 1976 roku nową strategię skierowaną na zaspokojenie podstawowych potrzeb najbiedniejszych grup ludności. Obecnym staraniem jest osiągnięcie zbieżności wysiłków nie tylko rządów, pracodawców i pracowników, ale również tych spośród międzynarodowych wspólnot, które zainteresowane są sprawami gospodarczymi i społecznymi na płaszczyźnie światowej. W tym kontekście przedstawiciele takich organizacji jak FAO (wyżywienie), UNICEF (pomoc dzieciom), UNCTAD (rozwój i handel), Banku Światowego, Międzynarodowego Funduszu Walutowego, GATT (cła i taryfy – obecnie zastąpiony przez nowe porozumienie WTO) i OECD (najbardziej rozwinięte kraje), uczestniczyli między innymi w trójstronnym spotkaniu wysokiego szczebla zwołanym przez MOP w listopadzie 1987 r. dla zbadania wpływu praktyk finansowo-pieniężnych na zatrudnienie i ubóstwo. Zalecenia przyjęte przez wszystkie strony dotyczyły układu bliźniaczych celów: z jednej strony wyrównania istniejących poważnych nierówności gospodarczych za pomocą większych wysiłków w kierunku dostosowania strukturalnego, a z drugiej strony stymulowania wzrostu kreującego zatrudnienie poprzez działania na poziomie krajowym i międzynarodowym.
MOP zachęca kraje członkowskie do stawiania precyzyjnych celów dla poprawiania warunków pracy i środowiska oraz zapewnia pomoc w postaci stanowienia standardów pracy, badań, trójstronnych spotkań, zbierania i rozpowszechniania informacji oraz technicznej współpracy. Spośród wielu projektów realizowanych w różnych regionach świata, są również misje prowadzone przez wielodyscyplinarne zespoły, które badały warunki pracy i środowisko pracy w zainteresowanych krajach i pomagały w tworzeniu polityki i programów przeznaczonych dla ich ulepszenia, a także we wzmocnieniu pożądanych struktur.
Główne kierunki działania MOP na nadchodzące lata są zawarte w średnioterminowych planach na kolejne pięciolecia. Biorąc pod uwagę sytuację ekonomiczną, przyśpieszający postęp technologiczny oraz procesy dostosowawcze, w realizację których większość krajów jest obecnie zaangażowana, działania te skupiają się na czterech zasadniczych obszarach: ochrona i promocja praw człowieka, odpowiedź na wyzwanie bezrobocia i niepełnego zatrudnienia, poprawa warunków pracy oraz utrzymanie i rozszerzenie ochrony socjalnej. W szczególności MOP zmierza do wzmocnienia efektywności swojej działalności standardotwórczej w bardziej ścisłym połączeniu z techniczną współpracą. Bieżące priorytety uwzględniają eliminację pracy dzieci, równość kobiet i mężczyzn w pracy oraz ochronę środowiska.
MOP zmierza również do wzmocnienia swoich działań na rzecz promocji, równości praw i wyeliminowania dyskryminacji, która dotyka szczególnie kobiet, młodocianych, starszych pracowników, migrantów i uchodźców. Walka przeciwko apartheidowi i polityce dyskryminacyjnej stosowanej w Południowej Afryce była prowadzona z nowym natężeniem począwszy od uaktualnienia w 1981 i ponownie w 1988 i 1991 roku. Deklaracji dotyczącej działań przeciwko apartheidowi dyrektor generalny MOP przedstawiał corocznie konferencji specjalny raport na ten temat. W zakresie operacyjnym rozpoczęto promować zatrudnienie i szkolenie w krajach południowej Afryki; sformowano specjalny zespół do tego celu (SATEP), który rozpoczął działalność w 1981 roku. Obecnie po przeprowadzeniu demokratycznych wyborów w RPA można mieć nadzieję, że apartheid pozostanie już tylko na ciemnych kartach historii ludzkości.
MOP zarówno zbiera, jak i opracowuje informacje dotyczącą polityki społecznej i ekonomicznej. Jej w pełni zautomatyzowana biblioteka zawiera ponad 2 miliony książek i otrzymuje regularnie ponad 8000 periodyków i dokumentów prawnych z większości krajów członkowskich, a biuro publikuje znaczą liczbę oryginalnych prac. Jego publikacje obejmują periodyk International Labour Review; kwartalnik Official Bulletin, który informuje o wszystkich spotkaniach odbytych w ramach MOP; Labour Law Documents, wybór z ustawodawstwa pracy z różnych krajów, ukazujący się trzy razy do roku; oraz Year Book of Labour Statistics, podstawowe źródło statystyczne, uzupełniane okresowo przez Bulletin of Labour Statistics. Podręczniki, kodeksy stosowanych praktyk oraz wyniki badań są publikowane i sprzedawane na całym świecie. Wprowadza się stopniowo instalację międzynarodowego zintegrowanego systemu informacji o pracy (znany jako ILIS) przeznaczonego do zharmonizowania danych zebranych w Genewie i poza nią i do zintegrowania tych danych w komputerowym banku danych.
Wymiana myśli odbywa się podczas licznych spotkań. Regionalne konferencje koncentrują się na problemach pracy i socjalnych o szczególnym znaczeniu dla danej grupy krajów; komitety techniczne i trójstronne spotkania techniczne dokonują przeglądu rozwoju w poszczególnych sektorach światowej gospodarki. Inne zespoły zajmują się takimi sprawami jak warunki pracy na statkach morskich i usprawnienie statystyki pracy; czasami spotkania te odbywają się w połączeniu z innymi agendami Narodów Zjednoczonych takimi jak Światowa Organizacja Zdrowia (WHO), Organizacja Narodów Zjednoczonych ds. Oświaty, Nauki i Kultury (UNESCO), czy Organizacja Żywności i Rolnictwa (FAO).
Międzynarodowy Instytut Badań nad Pracą, założony przez MOP w Genewie w 1960 r., specjalizuje się w nauczaniu wyższym i badaniach w zakresie polityki socjalnej i pracy. Międzynarodowe Centrum Szkoleniowe MOP w Turynie zostało ustanowione w celu weryfikacji i prowadzenia programów szkoleniowych organizowanych przez MOP jako część jego działalności w zakresie współpracy technicznej. Kraje członkowskie i system Narodów Zjednoczonych również odwołują się do swoich zasobów i doświadczeń dla obsługi własnych programów.
Tradycyjna działalność standardotwórcza MOP i jej nowsze działania w zakresie współpracy technicznej uzupełniają się wzajemnie i są nierozłączne z jej pracą badawczą i publikacyjną. Bez unowocześnienia społecznych struktur oraz rosnącego gospodarczego rozwoju produkcji, standardy MOP będą zaledwie odległym marzeniem w wielu krajach, niż rzeczywistymi i natychmiast stosowanymi środkami zaradczymi.
Dyrektorzy generalni MBP:
- Albert Thomas (Francja) 1919–1932
- Harold B. Butler(inne języki) (Wielka Brytania) 1932–1938
- John G. Winant(inne języki) (USA) 1938–1941
- Edward J. Phelan(inne języki) (Irlandia) 1941–1948
- David A. Morse(inne języki) (USA) 1948–1970
- Wilfred Jenks(inne języki) (Wielka Brytania) 1970–1973
- Francis Blanchard (Francja) 1974–1989
- Michel Hansenne (Belgia) 1989–1999
- Juan Somavia(inne języki) (Chile) 1999–2012
- Guy Ryder (Wielka Brytania) 2012-2022
- Gilbert Houngbo (Togo) od 2022[6]